# Nagy István (színművész, 1815–1869)
Nagy István, Nagy Pista (Alsójára, 1815 – Marosvásárhely, 1869. október 1.) színész, honvéd főhadnagy.

## Életútja
Római katolikus szülők gyermeke. Színészként kezdte pályáját. 1848-ban honvéd volt és Piskinél hősiesen harcolt, előbb őrmesterként szolgált, majd a 11. zászlóalj főhadnagyává léptették elő vitéz tetteiért. Később újra a színipályára lépett és 1868 augusztusában Polereczki Nagy Mihály társulatában szerepelt. 1869. október 1-jén hunyt el a marosvásárhelyi országos kórházban. Október 3-án temették el, a szertartást Petelei János és Cseh Zsigmond támogatták könyör-adományokból. Az elhunytat Kovács Áron református lelkész búcsúztatta.